# Saint-Jean-de-Vaulx
Saint-Jean-de-Vaulx là một xã của tỉnh Isère, thuộc vùng Rhône-Alpes, đông nam nước Pháp.